# Il fantasma dell'Opera
Il fantasma dell'Opera (Le Fantôme de l'Opéra) è un romanzo scritto da Gaston Leroux. Fu pubblicato per la prima volta come serie su Le Gaulois dal 23 settembre 1909 all'8 gennaio 1910 ed edito in volume alla fine di marzo 1910 da Pierre Lafitte.
Il romanzo è in parte ispirato da eventi storici all'Opera di Parigi durante il diciannovesimo secolo e da un racconto apocrifo riguardante l'uso dello scheletro di un ex allievo di balletto nella produzione del 1841 di Der Freischütz di Carl Maria von Weber. 
È stato trasposto con successo in vari adattamenti sia cinematografici che teatrali, i più importanti dei quali sono la rappresentazione del film del 1925 con Lon Chaney e il musical del 1986 di Andrew Lloyd Webber.

## Ambientazione
L'esperienza di giornalista suggerì a Leroux di ambientare il romanzo alcuni anni prima della sua pubblicazione (sotto il regno di Napoleone III) e, soprattutto, di documentarsi minuziosamente sull'ambientazione: il Teatro dell'opera di Parigi, l'Opéra Garnier.
Accurate, infatti, risultano le descrizioni delle sale, dei palchi, delle dinamiche del teatro e di molti altri particolari (alcuni aneddoti citati all'inizio della vicenda, ad esempio, sono basati su fatti reali, rendendo la vicenda nella sua interezza ancora più verosimile).

## Trama
Nella Parigi del 1880, il popolo crede che il Teatro dell'Opera sia infestato da un'entità sconosciuta. Un macchinista di palcoscenico, di nome Joseph Buquet, viene trovato impiccato e la corda intorno al collo scompare. Una giovane e sconosciuta soprano svedese, di nome Christine Daaé, viene chiamata a sostituire Carlotta, primo soprano dell'Opera, malata, in occasione della festa di pensionamento di due impresari del teatro. La sua esibizione è un successo inaspettato. Il visconte Raoul de Chagny, spettatore dell'evento, la riconosce come sua compagna di giochi d'infanzia e ricorda il suo amore per lei. Cerca di incontrarla dietro le quinte, dove sente un uomo complimentarsi con lei da dentro il suo camerino. Una volta che Christine se n'è andata, indaga nella stanza, ma la trova vuota.
A Perros-Guirec, Christine incontra Raoul, che le chiede della voce udita nella stanza. Christine gli dice che è stata istruita dall'Angelo della Musica, di cui suo padre era solito parlare. Quando Raoul suggerisce che potrebbe essere vittima di uno scherzo, lei si arrabbia. Una notte, Christine visita la tomba del padre, dove appare una figura misteriosa che suona il violino per lei. Raoul tenta di affrontarlo, ma viene attaccato e messo subito fuori combattimento.
Tornati a Palazzo Garnier, i nuovi impresari ricevono una lettera dal fantasma che chiede di assegnare a Christine il ruolo principale di Margherita nel Faust. I due ignorano le richieste, credendo che si tratti di uno scherzo, e le conseguenze sono disastrose: Carlotta (basata su Madmoiselle Carvalho) finisce per gracidare come un rospo e il lampadario precipita improvvisamente in mezzo al pubblico, uccidendo uno spettatore. Il Fantasma, dopo aver rapito Christine dal suo camerino, si rivela un uomo deforme di nome Erik. Erik intende tenerla con lui per qualche giorno nel suo covo, ma Christine gli toglie la maschera e, con orrore di entrambi, vede il suo volto senza naso, senza labbra, con gli occhi infossati, che ricorda un teschio prosciugato nei secoli, coperto di carne morta ingiallita.
Temendo di essere abbandonato, Erik decide di tenerla con sé per sempre. Tuttavia quando, dopo due settimane, Christine chiede di essere liberata, Erik acconsente, a condizione che lei porti sempre il suo anello e gli resti fedele. Sul tetto del teatro, Christine racconta a Raoul del suo rapimento e gli fa promettere di portarla in un posto dove Erik non avrebbe più potuto trovarla. Raoul risponde a Christine che il giorno dopo avrebbe cercato di fare qualcosa, e lei si dichiara soddisfatta. Tuttavia, Christine non ha dimenticato Erik e si ripromette di cantare per lui un'ultima volta per dirgli addio. Erik ascolta di nascosto tutta la conversazione.
La notte seguente, Erik, geloso e infuriato, cerca di costringere Christine a sposarlo mentre lei si esibisce nel Faust. Nel frattempo, Raoul è guidato da un ignoto habitué del teatro, soprannominato il Persiano, nel covo segreto di Erik, nelle profondità del Teatro dell'Opera. I due finiscono invece intrappolati nella stanza degli specchi di Erik, il quale minaccia di uccidere tutti i presenti nel teatro usando dell'esplosivo, se Christine non accetterà di sposarlo. Christine accetta.
Inizialmente Erik cerca di annegare Raoul con l'acqua che doveva servire a spegnere l'esplosivo, ma Christine lo implora offrendosi di essere la sua "sposa vivente" (con la promessa di non uccidersi subito dopo il matrimonio). Alla fine Erik libera Raoul e il Persiano dalla loro camera di prigionia e li lascia andare.
Quando Erik si trova con Christine da solo, alza la sua maschera per baciarla sulla fronte e viene ricambiato. Erik ammette di non aver mai dato o ricevuto un bacio, nemmeno da sua madre e, sopraffatto dall'emozione, piange con Christine e le loro lacrime "si mescolano". Erik confessa di non essersi mai sentito così vicino a un altro essere umano in vita sua.
Erik fa promettere al Persiano di dare la notizia della sua morte al giornale del luogo, dato che presto sarebbe morto davvero, morto "d'amore". Qualche tempo dopo Christine mantiene la promessa fatta a Erik in punto di morte: ritorna nel covo di Erik, lo seppellisce in un luogo in cui non potrà essere trovato e gli restituisce l'anello d'oro, come Erik le aveva chiesto. In seguito un giornale del luogo pubblica un semplice titolo: "Erik è morto". Raoul viene a scoprire che suo fratello maggiore era stato ucciso da Erik e fugge con Christine, ed entrambi non torneranno mai più a Parigi.
(Passaggi narrati direttamente dal Persiano, capitolo finale della vita di Erik): Erik era il figlio di un imprenditore edile, malformato dalla nascita. Scappò dalla nativa Normandia per lavorare in fiere e carovane, imparando le arti circensi in Asia e in Europa, per finire a costruire palazzi di trucchi in Persia e Turchia. Tornato in Francia, si mise una maschera sul volto e iniziò la sua attività di costruttore. Vinto un subappalto per lavorare alle fondamenta del Palazzo Garnier, Erik si costruì in segreto un covo per scomparire nei sotterranei del teatro, con passaggi nascosti e altri trucchi, che gli permettevano di spiare gli impresari, gli artisti e le maestranze.

## Personaggi
Erik, il fantasma dell'Opera
Erik è il personaggio chiave della vicenda. Le sue origini sono confuse, anche se nel romanzo si chiariscono le origini francesi e i trascorsi in oriente.
Nato con il volto sfigurato, ripudiato persino dalla madre a causa del suo volto simile a un teschio, fin da piccolo iniziò a coprirsi con una maschera. Dai pochi flashback della sua vita si scopre che arrivò in oriente viaggiando come fenomeno da baraccone e che è un abile utilizzatore del laccio del Punjab (un'arma orientale con la quale strangolava i nemici).
Personaggio dalle mille abilità, è anche un formidabile costruttore in quanto pare che lui stesso abbia contribuito alla costruzione dell'Opera e dei vari passaggi segreti. I sotterranei dell'Opera e i cunicoli sono la sua dimora, dalla quale può vedere e sentire tutto.
La sua deformità è per lo meno ripagata da un talento eccezionale nel canto: la sua voce può essere grave o acuta a suo piacimento ed è grazie a questa dote che ammalierà la giovane cantante Christine (cosa che riesce a fare anche grazie alle sue capacità di ventriloquo; è infatti il migliore ventriloquo del mondo).
Nei sotterranei lavora incessantemente al suo lavoro finale: il "Don Giovanni trionfante", e mentre compone possono passare molti giorni senza che lui dorma o tocchi cibo.
Christine Daaé
Piccolo talento della musica lirica, Christine è la figlia di un violinista svedese, che prima di morire la lascia in custodia ad un'amica di famiglia. Cresciuta all'ombra della leggenda dell'Angelo della Musica, Christine, senza alcuna protezione, cade preda degli intrighi di Erik, divenendone oggetto di ossessione amorosa e valvola di sfogo per la sua rabbia ed il suo odio contro il genere umano.
In lei l'amore per Raoul e la pietà verso Erik convivono e lottano contemporaneamente: sono i due elementi cardine di tutta la vicenda che, uniti alla passione per la musica (Leroux, infatti, non perde occasione per citare varie opere liriche, descrivendone quasi le stesse note), rendono il romanzo una allegoria stessa della vita e una originale rivisitazione del soggetto di base di "Notre Dame de Paris" di Victor Hugo. Christine è mossa da una profonda pietà nei confronti di Erik e prova compassione per un uomo che Dio ha creato così orribile eppure così sublime. Secondo quanto scritto nel libro, ella muore nel 1907 a 53 anni. Mentre, nella trasposizione in pellicola del 2004, muore nel 1917 a 63 anni.
Raoul de Chagny
Timido visconte, Raoul de Chagny è l'idealista amico d'infanzia di Christine, la cui vita sociale sarebbe molto povera senza l'aiuto del fratello maggiore. Proprio la sera dell'avvicendamento dei direttori dell'Opera, il giovane Raoul si trova tra gli spettatori che assistono all'altisonante esordio canoro della bella e brava Christine Daaé. Già innamorato sin dall'infanzia, il rivederla dopo anni ne risveglia la vecchia passione, rendendola sempre più forte, al punto di sfidare il fantasma nel suo stesso terreno (i sotterranei del teatro), pur di liberare Christine dalla prigionia cui è costretta da Erik. Raoul, in un certo senso, compie materialmente quella discesa nel cuore di Christine che, dichiarando apertamente il suo amore (corrisposto), non era riuscito a compiere a causa della presenza di Erik, del suo sogno e del suo incomprensibile potere sull'amata.
Il Persiano
Il persiano, era un ballerino che era conosciuto da tutti. Esso, (daroga di Mazenderan), detto il Persiano, conosce Erik da molto tempo: era stato lui a portare Erik a palazzo per divertire la piccola sultana annoiata. Erik aveva costruito per il sultano la camera dei supplizi ed era stato pertanto condannato a morte - visto che conosceva troppi segreti - ma il daroga lo aveva aiutato a fuggire dalla Persia e poi condotto a Costantinopoli.
Il daroga, ossia il capo della polizia locale, colpevole di tradimento, aveva perso così tutti i suoi beni e, costretto all'esilio, si era rifugiato in Francia.
A Parigi il daroga vive grazie alla pensione dello stato persiano - che ha comunque mantenuto - e frequenta spesso l'Opera, avendo così modo di incontrare di nuovo Erik. Il Persiano, conoscendo il genio di Erik, cerca di scoprire i suoi trucchi, i passaggi segreti che ha costruito dentro il teatro e l'ingresso della Casa del Lago. Sarà grazie a lui che il visconte di Chagny riuscirà a raggiungere Christine nella dimora del fantasma.
Carlotta
È un personaggio minore proveniente dalla Spagna. Viene minacciata dal fantasma affinché non canti in teatro. Ma Carlotta disubbidisce ai suoi ordini, e per punirla il fantasma la rende stonata alle orecchie di tutti durante una rappresentazione, gracidando con la sua abilità da ventriloquo e facendo uscire il suono come fosse dalla bocca di lei.
 La sua figura è ispirata al soprano Marie Caroline Miolan-Carvalho, prima interprete di molte opere di Charles Gounod (Faust, Mireille, Roméo et Juliette).
Conte Philippe de Chagny
Il fratello maggiore di Raoul.
Armand Moncharmin e Firmin Richard
I nuovi direttori dell'Opera.
Madame Giry
Una signora di mezza età che svolge la mansione di concierge all'Opera, madre di Meg. Il fantasma le impartisce degli ordini senza essere visto.
Meg Giry
Spesso chiamata "piccola Meg", una ballerina dell'Opera, figlia di Madame Giry.
Debienne e Poligny
I precedenti direttori dell'Opera.
Madame Valérius
La madre adottiva di Christine, con cui vive a Parigi. È vedova del professor Valérius, benefattore del padre della ragazza.
Joseph Buquet
Un macchinista teatrale che racconta di aver visto il Fantasma. Muore impiccato nel primo capitolo, e in seguito si scopre essere stato ucciso da Erik per aver scoperto un suo passaggio segreto.

## Opere derivate
Teatro (opere, musical e balletti)
- Ken Hill's Phantom of the Opera di Ken Hill; 1976. 1984. Musical.
- Le fantome de l'Opéra di Roland Petit / Marce Landowski; 1980. Balletto.
- The Phantom of the Opera di Andrew Lloyd Webber / Charles Hart; 1986. Musical.
- Phantom di Arthur Kopit / Maury Yeston; 1991. Musical.
- The Phantom of the Opera di Lawrence Rosen / Paul Schierhorn; 1991 (musical).
- Il Fantasma dell'Opera (2004) di Enzo Sanny
- Phantom der Oper di Arndt Gerber / Paul Williams
- The Phantom of the Opera di BAT Productions
- Phantom of the Opera di David Bishop / Kathleen Masterson
- Phantom der Oper di Karl Heinz Freynick / Ingfried Hoffmann
- The Phantom of the Opera di Rob Barron / David Spencer
- Das Phantom der Oper di Sahlia Raschen / Ulrich Gerhartz
- The Phantom of the Opera di Sean Grennan, Kathy Santen, Cheri Coons / Michael Duff
- The Phantom of the Opera di Gaslight Theatre
- Das Phantom der Oper di Thomas Zaufke, Felix Müller / Victor Hunt
- The Phantom of the Opera di Walter Murphy
- The Phantom of the Opera degli Iron Maiden
- The Phantom of the Opera dei Nightwish
- The Phantom of the Opera di Lindsey Stirling
- "The Phantom of the Opera" di Giovanni Abbiati

Cinema
- Il fantasma dell'Opera di Ernst Matray (1916)
- Il fantasma dell'Opera di Rupert Julian (1925)
- Il fantasma dell'Opera di Arthur Lubin (1943)
- Il fantasma dell'Opera di Terence Fisher (1962)
- Il fantasma del palcoscenico di Brian De Palma (1974)
- Il fantasma dell'Opera di Dwight H. Little (1989)
- Il fantasma dell'Opera di Dario Argento (1998)
- Il fantasma film erotico sentimentale del 1998 di Joe D'Amato con Éva Henger e David Perry
- Il fantasma dell'Opera di Joel Schumacher (2004) - versione cinematografica del musical di Andrew Lloyd Webber.

Televisione
- Il fantasma dell'Opera di Robert Markowitz (1983)
- Il fantasma dell'Opera, mediometraggio d'animazione di Al Guest e Jean Mathieson (1988)
- Il fantasma dell'Opera di Tony Richardson (1990)
- Il fantasma dell'Opera di Darwin Knight (1991)
- Il personaggio di Calibano, nella serie televisiva Penny Dreadful (2014-2016) è una palese reinterpretazione del Mostro di Frankenstein ma parte della sua storia si ispira a quella di Erik ne "Il fantasma dell'Opera". Come Erik, anche Adam (questo il nome della Creatura) risiede nascostamente presso un noto teatro parigino, il Grand Guignol in questo caso, iniziando a provare dei sentimenti per una delle attrici e diventando così parte di un triangolo amoroso.